# 922

## Evenimente
- 11-18 martie: Bătălia de la Pegae (Turcia). Bătălie între armatele Primului Imperiu Bulgar și cele ale Imperiului Bizantin, încheiat cu victoria bulgară.

## Nașteri
- Liutprand de Cremona, istoric longobard și episcop de Cremona (d. 972).

## Decese
- 27 martie: Al-Hallaj, mistic musulman, poet și propovăduitor (n. 858).

- Al-Nayrizi, matematician și astronom persan (n. 865).